# Masai Russell
Masai Russell (Washington D.C., 21 de agosto de 1996) é uma atleta norte-americana especializada nos 100 metros com barreiras.
Conquistou a medalha de ouro desta prova em Paris 2024 com a marca de 12.33. Seu melhor tempo pessoal, 12.17, foi conseguido em maio de 2025 durante o Grand Slam Track disputado em Miami, EUA; a marca é o atual recorde norte-americano da prova além do segundo melhor tempo da história.